# 솔트번
《솔트번》(영어: Saltburn)은 2023년 개봉한 블랙 코미디, 스릴러 영화이다. 에메랄드 페넬이 감독과 각본을 맡았다. 제67회(2023년) 런던 영화제 개막작이다.

## 출연
- 배리 키오건
- 제이컵 엘로디
- 로저먼드 파이크
- 리처드 E. 그랜트
- 앨리슨 올리버
- 아치 매덱
- 밀리 켄트
- 폴 리스
- 이저벨라 더페러스
- 유언 미첼
- 세이디 소버롤
- 케리 멀리건